# Le Renard, le Loup et le Cheval
Le Renard, le Loup et le Cheval est la dix-septième fable du livre XII de Jean de La Fontaine situé dans le troisième et dernier recueil des Fables de La Fontaine, édité pour la première fois en 1693 mais daté de 1694.
Le Mercure Galant relate la première publication de cette fable : le 1er juillet 1684, Nicolas Boileau est reçu à l'Académie française. À la fin de la cérémonie de réception, plusieurs Immortels lisent certaines de leurs dernières créations. Jean de La Fontaine, académicien depuis quelques mois, propose cette fable qui plaît tant à l'auditoire qu'une seconde lecture en est faite. 
La Fontaine fait ici intervenir une figure récurrente, le Renard, qui ruse et se joue de son compagnon le Loup, l'envoyant se faire rosser par le Cheval, comme dans une autre fable, le Cheval et le Loup, huitième fable du livre V. Il illustre ainsi la distinction entre science et sagesse.
La Fontaine semble s'être inspiré de Mathurin Régnier qui avait traité un sujet similaire mettant en scène un loup, une lionne et un mulet dans la troisième de ses Satires (218-256), et d'auteurs italiens du XVIe siècle, Stefano Guazzo (Dialogues (1586)) et d'Ammirato.

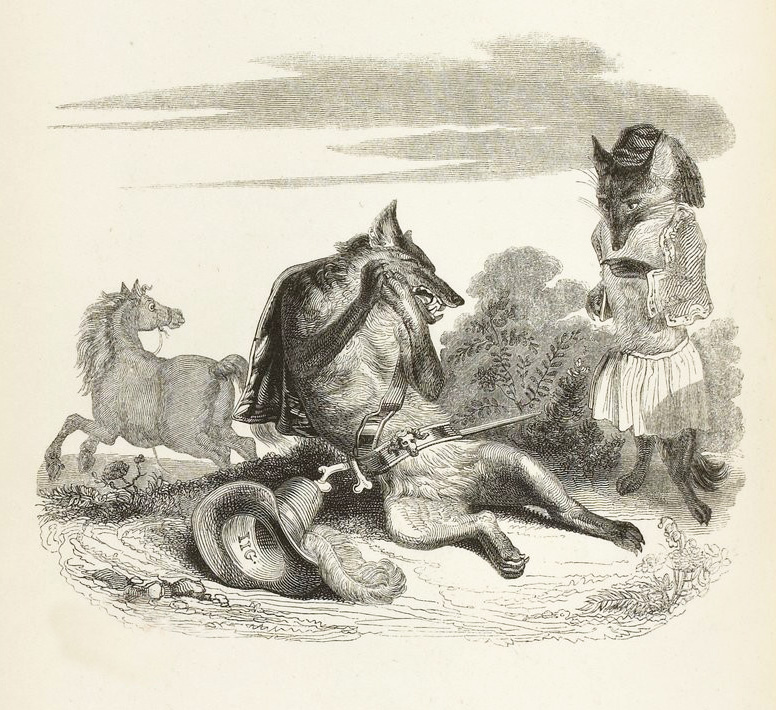
Dessin de Grandville (1838-1840)

## Texte intégral
Un renard, jeune encor, quoique des plus madrés,

Vit le premier cheval qu'il eût vu de sa vie.

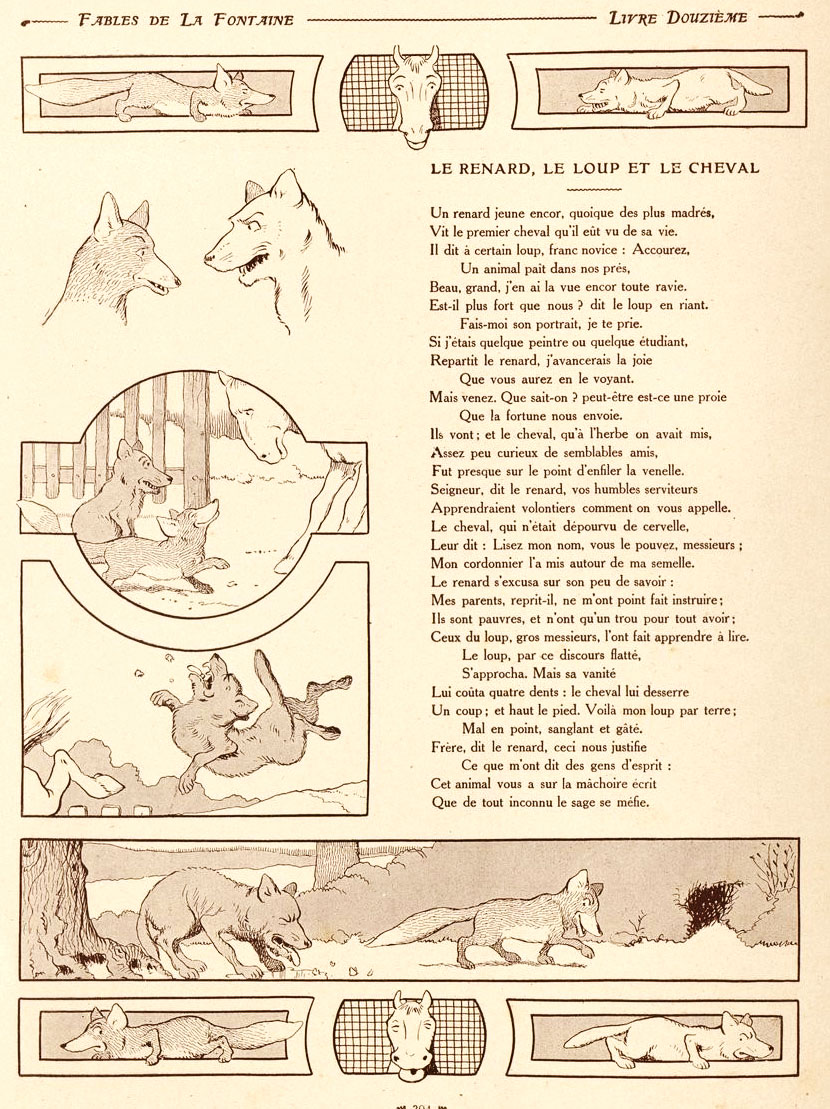
Bande dessinée de Benjamin Rabier (1906)

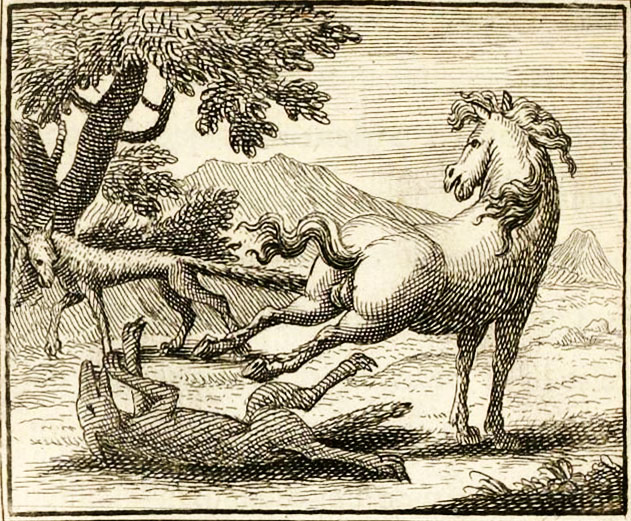
Gravure de François Chauveau (1694)

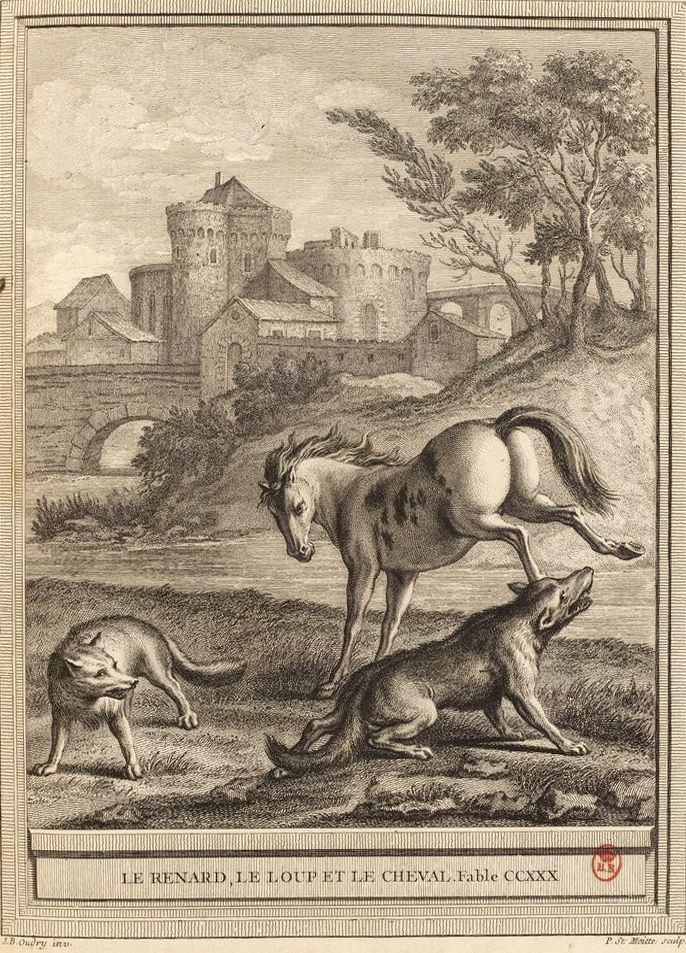
Gravure de Pierre-Étienne Moitte d'après un dessin de Jean-Baptiste Oudry, édition Desaint & Saillant de 1755-1759.

Il dit à certain loup, franc novice : « Accourez,

Un animal paît dans nos prés,

Beau, grand ; j'en ai ma vue encore toute ravie.

- Est-il plus fort que nous ? dit le loup en riant.

Fais-moi son portrait, je te prie.

- Si j'étais quelque peintre ou quelque étudiant,

Repartit le renard, j'avancerais la joie

Que vous aurez en le voyant.

Mais venez. Que sait-on ? Peut-être est-ce une proie

Que la fortune nous envoie.»

Ils vont ; et le cheval, qu'à l'herbe on avait mis,

Assez peu curieux de semblables amis,

Fut presque sur le point d'enfiler la venelle.

« Seigneur, dit le renard, vos humbles serviteurs

Apprendraient volontiers comment on vous appelle. »

Le cheval, qui n'était dépourvu de cervelle,

Leur dit : «Lisez mon nom, vous le pouvez, Messieurs ;

Mon cordonnier l'a mis autour de ma semelle.»

Le renard s'excusa sur son peu de savoir.

« Mes parents, reprit-il, ne m'ont point fait instruire ;

Ils sont pauvres et n'ont qu'un trou pour tout avoir ;

Ceux du loup, gros Messieurs, l'ont fait apprendre à lire. »

Le loup, par ce discours flatté,

S'approcha. Mais sa vanité

Lui coûta quatre dents : le cheval lui desserre

Un coup ; et haut le pied. Voilà mon loup par terre,

Mal en point, sanglant et gâté.

« Frère, dit le renard, ceci nous justifie

Ce que m'ont dit des gens d'esprit :

Cet animal vous a sur la mâchoire écrit

Que de tout inconnu le sage se méfie. 
— Jean de La Fontaine, Fables de La Fontaine, Le Renard, le Loup et le Cheval